# Krzno
Krzno je gusti rast dlake koja pokriva kožu mnogih životinja. Ova karakteristika definiše sisare. Krzno se sastoji od kombinacije uljaste zaštitne dlake na vrhu i debelog donjeg podkrzna ispod. Zaštitna dlaka čuva vlagu, a podkrzno služi kao izolaciona deka koja održava životinju toplom.
Krzno sisara ima mnoge primene. Ono ima zaštitne, senzorske svrhe, koristi se kao hidroizolacija i kamuflaža, pri čemu je primarna upotreba termoregulacija. Tipovi dlake obuhvataju definitivnu dlaku, koja može da bude odbačena nakon što se dosegne određenu dužinu; vibrise, koje su senzorna dlaka, i to su najčešće brkovi; pelag, koja se sastoji od zaštitnih dlačica, ispod krzna i bodljikave dlake; bodlje, koje su vrsta krute dlake kaja služi za odbranu, na primjer kod bodljikavog praseta; čekinje, koje su dugačke dlake koje se obično koriste u vizuelnim signalima, kao što je griva lava; veli, koji se često naziva „donjim krznom”, koje služi kao izolacija novorođenih sisara; i vuna, koja je duga, meka i često kovrčava.‍:99 Dužina dlake je zanemariva u termoregulaciji, jer neki tropski sisari, kao što su lenjivci, imaju istu dužinu krzna kao i neki arktički sisari, ali sa manje izolacije; i obratno, drugi tropski sisari sa kratkom dlakom imaju istu izolacionu vrednost kao i arktički sisari. Gustina krzna može povećati životinjsku izolacionu vrednost, i arktički sisari imaju posebno gusto krzno; na primer, mošusno goveče ima zaštitne dlake dimenzija 30 cm (12 in), kao i gusto podkrzno, koje formira hermetički omotač, omogućavajući im da prežive na temperaturama od −40 °C (−40 °F).‍:162–163 Neki pustinjski sisari, kao što su kamile, koriste gusto krzno kako bi sprečili da solarna toplota dođe do njihove kože, što omogućava životinji da ostane hladna; kamelino krzno može da dostigne 70 °C (158 °F) tokom leta, ali koža ostaje na 40 °C (104 °F).‍:188 Vodeni sisari, suprotno tome, zadržavaju vazduh u svom krznu da bi sačuvali toplotu održavajući kožu suvom.‍:162–163
Krzna sisara su obojena iz više razloga, glavni selektivni pritisci, uključujući kamuflažu, polnu selekciju, komunikaciju i fiziološke procese kao što je regulacija temperature. Kamuflaža je moćan uticaj kod velikog broja sisara, jer im pomaže da se prikriju od predatora ili plena. Aposematizam, kao moguće upozorenje mogućim predatorima, je najverovatnije objašnjenje postojanja crno-bele dlake kod mnogih sisara koji se mogu obraniti, kao što je to slučaj kod tvorova, i kod snažnih i agresivnih medojednih jazavaca. Kod arktičkih i subarktičkih sisara kao što su polarna lisica (Alopex lagopus), obojeni leming (Dicrostonyx groenlandicus), velika lasica (Mustela erminea) i zec belac (Lepus americanus), sezonska promena boje između smeđe u leto i bele zimi u velikoj meri je posledica sposobnosti kamuflaže. Razlike u boji dlake ženki i mužjaka mogu ukazivati na nivo ishrane i hormona, što je važno u izboru partnera. Neki šumski sisari, naročito primati i torbari, imaju nijanse ljubičaste, zelene ili plave kože na delovima njihovih tela, što ukazuje na određenu prednost u njihovom uglavnom šumskom staništu usled konvergentne evolucije. Zelena obojenost lenjivaca, međutim, rezultat je simbiotičke veze sa algama. Boja dlake je ponekad polno dimorfna, kao kod mnogih vrsta primata. Boja dlake može da utiče na sposobnost zadržavanja toplote, u zavisnosti od toga koliko se svetlosti reflektuje. Sisari sa tamnije obojenim krznom mogu da apsorbuju više toplote sunčevog zračenja i da ostanu topliji, i neki manji sisari, kao što su poljski miševi, imaju zimi tamnije krzno. Belo, bespigmentno krzno arktičkih sisara, kao što je polarni medved, može da reflektuje više sunčevog zračenja direktno na kožu.‍:166–167
Termin pelage, sa prvom poznata upotrebom u engleskom jeziku oko 1828 (francuski, od srednjefrancuskog, od poil za „dlaku”, od starofrancuskog peilss, od latinskog pilus) ponekad se koristi za označavanje kompletnog životinjskog krzna. Termin krzno se takođe koristi za označavanje životinjskih koža koje su prerađene u kožu sa dlakom koja je i dalje pričvršćena. Životinja sa komercijalno vrednim krznom poznata je u industriji krzna kao nosilac krzna. Upotreba krzna kao odeće ili za dekoraciju je kontroverzna; zagovornici dobrobiti životinja se protive hvatanju i ubijanju divljih životinja, kao i zatvaranju i ubijanju životinja na farmama krzna.

## Literatura
- Chittenden, Hiram Martin. The American Fur Trade of the Far West: A History of the Pioneer Trading Posts and Early Fur Companies of the Missouri Valley and the Rocky Mountains and the Overland Commerce with Santa Fe. 2 vols. (1902). full text online
- Dolin, Eric Jay (2010). Fur, Fortune, and Empire: The Epic History of the Fur Trade in America (1st изд.). New York: W.W. Norton & Company. ISBN 978-0-393-06710-1.
- Fisher, Raymond Henry (1943). The Russian Fur Trade, 1550–1700. University of California Press. стр. 275.
- Forsyth, James (8. 9. 1994). A History of the Peoples of Siberia: Russia's North Asian Colony, 1581–1990. Slavic Review. 53. Cambridge: Cambridge University Press. стр. 905—906. ISBN 978-0521477710. JSTOR 2501564. S2CID 164630981. doi:10.2307/2501564.
- Voorhis, Ernest, Historic Forts and Trading Posts of the French Regime and of the English Fur Trading Companies, 1930 (e-book – with maps.)
- Berry, Don. A Majority of Scoundrels: An Informal History of the Rocky Mountain Fur Company. New York: Harper, 1961.
- Hafen, LeRoy, ed. The Mountain Men and the Fur Trade of the Far West. 10 vols. Glendale, California: A.H. Clark Co., 1965–72.
- Lavender, David. Bent’s Fort. Garden City, N.Y.: Doubleday, 1954.
- Lavender, David. The Fist in the Wilderness. Garden City, N.Y.: Doubleday, 1964.
- Oglesby, Richard. Manuel Lisa and the Opening of the Missouri Fur Trade. Norman, Oklahoma: University of Oklahoma Press, 1963.
- Utley, Robert. A Life Wild and Perilous: Mountain Men and the Paths to the Pacific. New York: Henry Holt and Company, 1997.
- Allaire, Bernard. Pelleteries, manchons et chapeaux de castor: les fourrures nord-américaines à Paris 1500–1632. ISBN 978-2840501619.. Québec, Éditions du Septentrion, 1999, 295 p.
- Bychkov, Oleg V.; Jacobs, Mina A. (1994). „Russian Hunters in Eastern Siberia in the Seventeenth Century: Lifestyle and Economy” (PDF). Arctic Anthropology. University of Wisconsin Press. 31 (1): 72—85. JSTOR 40316350.
- Black, Lydia (2004). Russians in Alaska, 1732–1867.
- Cronon, William. Changes in the Land: Indians, Colonists, and the Ecology of New England. New York: Hill and Wang, 1983.
- Gibson, James R. Otter Skins, Boston Ships, and China Goods: The Maritime Fur Trade of the Northwest Coast, 1785–1841. Seattle: University of Washington Press, 1992.
- Ray, Arthur J (1990). The Canadian fur trade in the industrial age.
- Ray, Arthur J., and Donald B. Freeman. "Give Us Good Measure": An Economic Analysis of Relations between the Indians and the Hudson's Bay Company Before 1763. Toronto: University of Toronto Press, 1978.
- Rotstein, Abraham. „Karl Polanyi’s Concept of Non-Market Trade.”. The Journal of Economic History. 30.:1 (Mar., 1970): 117–126.
- Vinkovetsky, Ilya (2011). Russian America: an overseas colony of a continental empire, 1804–1867.
- White, Richard. The Middle Ground: Indians, Empires, and Republics in the Great Lakes Region, 1650–1815. Cambridge; New York: Cambridge University Press, 1991.
- White, Richard. The Roots of Dependency: Subsistence, Environment, and Social Change Among the Choctaws, Pawnees, and Navajos. Lincoln, Nebraska: University of Nebraska Press, 1983.
- Brown, Jennifer S.H. and Elizabeth Vibert, eds. Reading Beyond Words: Contexts for Native History. Peterborough, Ontario; Orchard Park, N.Y.: Broadview Press, 1996.
- Francis, Daniel and Toby Morantz. Partners in Furs: A History of the Fur Trade in Eastern James Bay, 1600–1870. Kingston; Montreal: McGill-Queen's University Press, 1983.
- Holm, Bill and Thomas Vaughan, eds. Soft Gold: The Fur Trade & Cultural Exchange on the Northwest Coast of America. Portland, Oregon: Oregon Historical Society Press, 1990.
- Krech, Shepard III. The Ecological Indian: Myth and History. New York; London: W.W. Norton & Company, 1999.
- Krech, Shepard III, ed. Indians, Animals, and the Fur Trade: A Critique of Keepers of the Game. Athens: University of Georgia Press, 1981.
- Martin, Calvin. Keepers of the Game: Indian-Animal Relationships and the Fur Trade. Berkeley; Los Angeles; London: University of California Press, 1978.
- Malloy, Mary. Souvenirs of the Fur Trade: Northwest Coast Indian Art and Artifacts Collected by American Mariners, 1788–1844. Cambridge, Massachusetts: Peabody Museum Press, 2000.
- Ray, Arthur J. Indians in the Fur Trade: Their Role as Trappers, Hunters, and Middlemen in the Lands Southwest of Hudson Bay, 1660–1870. Toronto; Buffalo; London: University of Toronto Press, 1974.
- Vibert, Elizabeth. Trader’s Tales: Narratives of Cultural Encounters in the Columbia Plateau, 1807–1846. Norman, Oklahoma: University of Oklahoma Press, 1997.
- Brown, Jennifer S.H. Strangers in Blood: Fur Trade Company Families in Indian Country. Vancouver; London: University of British Columbia Press, 1980.
- Brown, Jennifer S.H. and Jacqueline Peterson, eds. The New Peoples: Being and Becoming Métis in North America. Winnipeg: University of Manitoba Press, 1985.
- Giraud, Marcel. The Métis in the Canadian West. Translated by George Woodcock. Edmonton, Canada: University of Alberta Press, 1986.
- Gitlin, Jay. The Bourgeois Frontier: French Towns, French Traders & American Expansion, Yale University Press, 2010
- Nicks, John. "Orkneymen in the HBC, 1780–1821." In Old Trails and New Directions: Papers of the Third North American Fur Trade Conference. Edited by Carol M. Judd and Arthur J. Ray, 102–126. Toronto: University of Toronto Press, 1980.
- Podruchny, Carolyn. Making the Voyageur World: Travelers and Traders in the North American Fur Trade. Lincoln: University of Nebraska Press, 2006.
- Podruchny, Carolyn (2004). „Werewolves and Windigos: Narratives of Cannibal Monsters in French-Canadian Voyageur Oral Tradition.”. Ethnohistory. 51.:4 : 677–700.
- Sleeper-Smith, Susan. Indian Women and French Men: Rethinking Cultural Encounter in the Western Great Lakes. Amherst: University of Massachusetts Press, 2001.
- Van Kirk, Sylvia. Many Tender Ties: Women in Fur-Trade Society, 1670–1870. Winnipeg: Watson & Dwywer, 1999.
- Allen, John L. "The Invention of the American West." In A Continent Comprehended, edited by John L. Allen. Vol. 3 of North American Exploration, edited by John L. Allen, 132–189. Lincoln: University of Nebraska Press, 1997.
- Braund, Kathryn E. Holland. Deerskins and Duffels: The Creek Indian Trade with Anglo-America, 1685–1815. Lincoln, Nebraska: University of Nebraska Press, 2008.
- Faragher, John Mack. "Americans, Mexicans, Métis: A Community Approach to the Comparative Study of North American Frontiers." In Under an Open Sky: Rethinking America’s Western Past, edited by William Cronon, George Miles, and Jay Gitlin, 90–109. New York; London: W.W. Norton & Company, 1992.
- Gibson, James R. Otter Skins, Boston Ships, and China Goods: The Maritime Fur Trade of the Northwest Coast, 1785–1841. Seattle: University of Washington Press, 1992.
- Gibson, Morgan Arrell. Yankees in Paradise: The Pacific Basin Frontier. Albuquerque: University of New Mexico Press, 1993.
- Keith, Lloyd, and John C. Jackson (2016). The Fur Trade Gamble: North West Company on the Pacific Slope, 1800–1820. Pullman: Washington State University Press.. xiv, 336 pp.
- Malloy, Mary. "Boston Men" on the Northwest Coast: The American Maritime Fur Trade 1788–1844. Kingston, Ontario; Fairbanks, Alaska: The Limestone Press, 1998.
- Panagopoulos, Janie Lynn. "Traders in Time". River Road Publications, 1993.
- Ronda, James P. Astoria & Empire. Lincoln, Nebraska; London: University of Nebraska Press, 1990.
- Weber, David. The Taos Trappers: The Fur Trade in the Far Southwest, 1540–1846. Norman, Oklahoma: University of Oklahoma Press, 1971.
- White, Richard (27. 9. 1991).  Hoxie, Frederick E.; William L. Clements Library; Salisbury, Neal, ур. The Middle Ground: Indians, Empires, and Republics in the Great Lakes Region, 1650–1815. Journal of Anthropological Research. 49. Cambridge: Cambridge University Press. стр. 283—286. ISBN 978-0521371049. JSTOR 3630498. doi:10.1017/CBO9780511976957.
- Wishart, David J. The Fur Trade of the American West, 1807–1840: A Geographical Synthesis. Lincoln, Nebraska; London: University of Nebraska Press, 1979.
- Morgan, Dale Lowell, ed. Aspects of the Fur Trade: Selected Papers of the 1965 North American Fur Trade Conference. St. Paul: Minnesota Historical Society, 1967.
- Bolus, Malvina. People and Pelts: Selected Papers. Winnipeg: Peguis Publishers, 1972.
- Judd, Carol M. and Arthur J. Ray, eds. Old Trails and New Directions: Papers of the Third North American Fur Trade Conference. Toronto: University of Toronto Press, 1980.
- Buckley, Thomas C., ур. (1984). Rendezvous: Selected Papers of the Fourth North American Fur Trade Conference, 1981. St. Paul, Minnesota.
  - White, Bruce M. "Give Us a Little Milk: The Social and Cultural Meanings of Gift Giving in the Lake Superior Fur Trade". In Buckley (1984), pp. 185–197.
- Trigger, Bruce G., Morantz, Toby Elaine, and Louise Dechêne. Le Castor Fait Tout: Selected Papers of the Fifth North American Fur Trade Conference, 1985. Montreal: The Society, 1987.
- Brown, Jennifer S. H., Eccles, W. J., and Donald P. Heldman. The Fur Trade Revisited: Selected Papers of the Sixth North American Fur Trade Conference, Mackinac Island, Michigan, 1991. East Lansing: Michigan State University Press, 1994.
- Fiske, Jo-Anne, Sleeper-Smith, Susan, and William Wicken, eds. New Faces of the Fur Trade: Selected Papers of the Seventh North American Fur Trade Conference, Halifax, Nova Scotia, 1995. East Lansing: Michigan State University Press, 1998.
- Johnston, Louise, ed. Aboriginal People and the Fur Trade: Proceedings of the 8th North American Fur Trade Conference, Akwesasne. Cornwall, Ontario: Akwesasne Notes Pub., 2001.

## Spoljašnje veze
- „Fur-Bearing Animals”. Encyclopedia Americana. 1920.
- „Fur-Bearing Animals”. New International Encyclopedia. 1905.